# Robert Crichton Foster
Robert Crichton Foster  (21 de julio de 1904 - 10 de marzo de 1986) fue un botánico estadounidense
Foster perteneció al equipo científico del herbario Asa Gray de 1940 a 1970, cuando se retira. Trabajó activamente en la flora de Bolivia.

## Biografía
Nace en Springfield (Massachusetts), en 1904, y es educado en Harvard, recibe su A.B. en 1926 y su A.M. en 1927. Será docente de Historia en el "Connecticut College" de 1927 a 1932, y luego vuelve a Harvard a estudiar para un Ph.D. en Botánica. Estano allí, fue instructor de Biología en el "Radcliffe College", de 1934 a 1935. Completa su doctorado en 1936, y gana por oposición un puesto docente en Harvard, de 1936 a 1937. De 1937 a 1938, Foster es instructor de Botánica en la Universidad de Arizona. Foster retorna a Harvard en 1940 y desarrollará el resto de su carrera allí: asistente del "Gray Herbarium" de 1940 a 1947; curador de 1947 a 1954; botánico y bibliógrafo de 1954 hasta su jubilación en 1970. En esta última función fue responsable de organizar los "Índices de Tarejtas del Herbario Gray". 
Tuvo sumo interés en la familia de Iridaceae y en la flora de Bolivia; publicando en "Contributions of the Gray Herbarium". No completó su proyectada "flora de Bolivia", pero llegó a publicar un catálogo de los helechos y fanerógamas de Bolivia como una "Contribución" en 1958. También publicó varias botas cortas sobre problemas histórico-bibliográficas de la Botánica. 
- La abreviatura «R.C.Foster» se emplea para indicar a Robert Crichton Foster como autoridad en la descripción y clasificación científica de los vegetales.[1]